# Arno Rafael Minkkinen

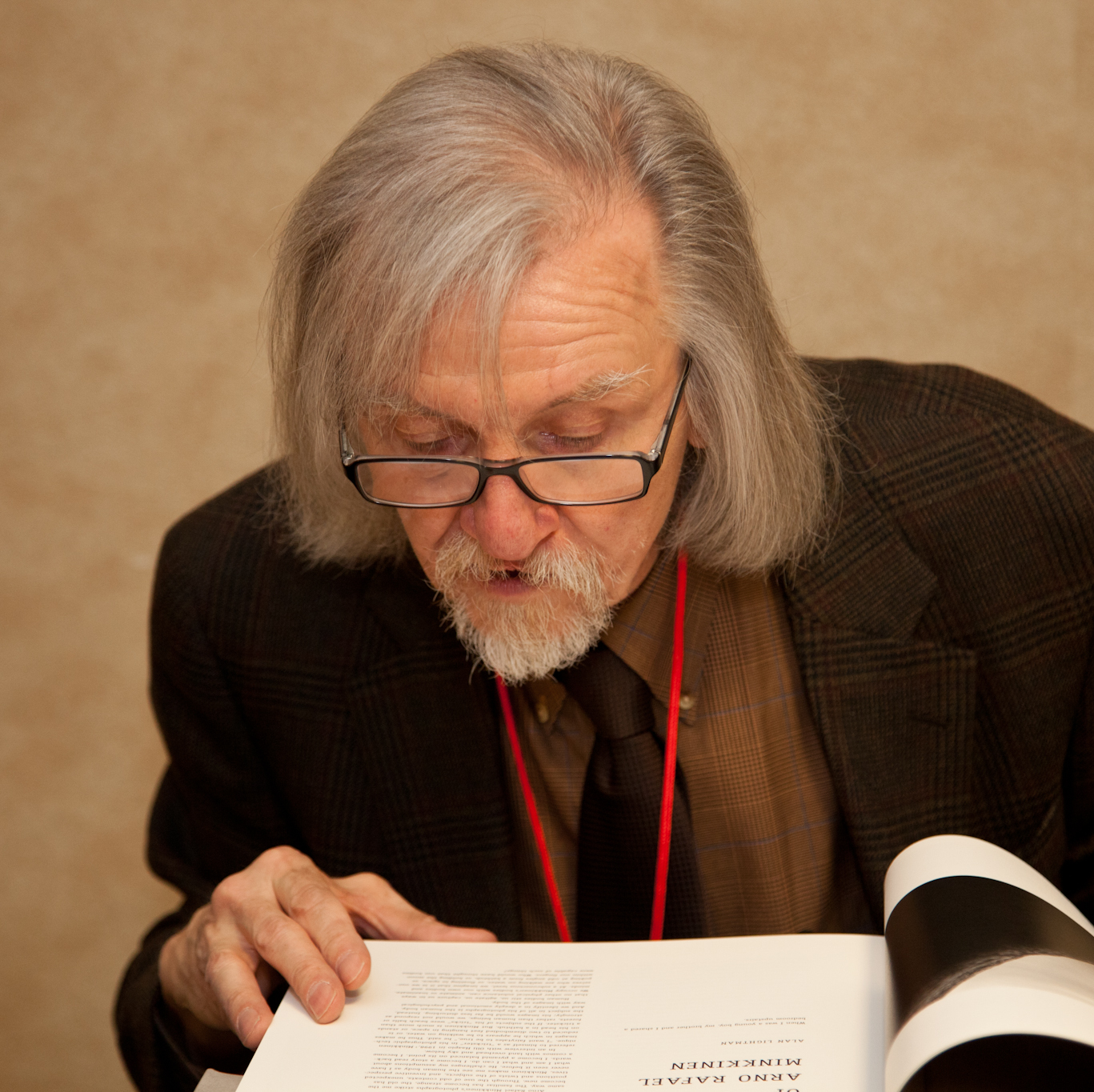
Arno Rafael Minkkinen.

Arno Rafael Minkkinen, född 4 juni 1945 i Helsingfors, är en finländsk fotokonstnär. 
Familjen flyttade 1951 till USA, och Minkkinen studerade 1963–1967 till kandidatexamen med engelsk litteratur som huvudämne vid Wagner College på Staten Island i New York, bedrev fotostudier för John Benson 1971, och Harry Callahan – Minkkinens viktigaste lärare – vid Rhode Island School of Design. Sin första separatutställning höll han i Soho Photo Gallery i New York 1972.
Minkkinen är en av de internationellt mest kända moderna fotokonstnärerna med finländskt ursprung. Han är känd bland annat för sina oftast svartvita fotografiska självporträtt. Det första självporträttet, en nakenbild i helfigur, tog han 1971. Porträtten är ofta en organisk del av naturen och återger vanligen bara en del av hans kropp. Bland annat den surrealistiska serien Ett ben har blivit berömd på viktiga musei- och galleriutställningar i bland annat Finland, Sverige, Frankrike, USA och Japan, i vilka han har ställt ut sedan början av 1970-talet. 
Minkkinen är representerad bland annat i Museum of Modern Art i New York, Musee de l'art moderne i Paris och Moderna museet/Fotografiska museet i Stockholm. Han har undervisat vid bland annat Rhode Island School of Design, Konstindustriella högskolan 1974–1976, konstinstitutet i Lahtis 1974–1976, Massachusetts Institute of Technology, Cambridge, Massachusetts 1977–1981 (även på 1990-talet), Philadelphia College of Art 1981–1982 och Lowell University, Massachusetts, på 1980-talet. Han tilldelades Pro Finlandia-medaljen 2017.